# Mas Blanc (Fontanilles)
El Mas Blanc és un gran casal al vessant del pujol de migdia, als afores del nucli del poble de Fontanilles (al Baix Empordà). Actualment és de dues plantes, però aquesta masia ha crescut molt amb el pas del temps, observant-se actualment una coberta, que és de teula àrab, amb moltes vessants i molt complicada. La maçoneria és de pedra i morter de calç.
Cal destacar la terrassa de la façana principal, encara que bastant deixada, també és interessant la petita entrada secundària amb l'escala que hi condueix.